# Gdów (gmina)
Gdów – gmina wiejska w województwie małopolskim, w powiecie wielickim. W latach 1975–1998 gmina była położona w województwie krakowskim. Siedzibą gminy jest Gdów.
Zajmuje część Pogórza Wielickiego oraz część Pogórza Wiśnickiego, przedzielonych doliną Raby.
Pierwsza wzmianka dotycząca miejscowości Gdów należącej do dworu królewskiego, pochodzi z 1272 roku.

## Położenie
Gmina Gdów leży w samym sercu Małopolski, w powiecie wielickim, 30 km na południe od Krakowa na przecinających się szlakach komunikacyjnych Myślenice - Bochnia ( droga wojewódzka nr 967) i Kraków - Wieliczka – Limanowa ( droga wojewódzka nr 966). Od północy graniczy z drogą krajową nr 4 Kraków- Tarnów. Jest oddalona o ok. 14 km od autostrady A4.
- Gmina Gdów sąsiaduje: od  zachodu z Gminą Dobczyce, od wschodu z Gminą Bochnia, od południa z Gminą     Łapanów, a od północy z Gminami Kłaj i Biskupice.
- Powierzchnia gminy: 108 km2. Liczba mieszkańców: 18112 mieszkańców ( stan na dzień 31 grudnia 2024r.)
- Podział terytorialny: 29 wsi
- Gmina Gdów położona jest w     południowo - zachodniej części Podgórza Bocheńskiego, wchodzącego w skład     Kotliny Sandomierskiej oraz północno - wschodniej części Pogórza     Wielickiego, wchodzącego w skład Pogórza Zachodnio Beskidzkiego.
- Na północ od rzeki Raby napotykamy  obszar równinny, zaś część gminy należąca do Pogórza Wielickiego  charakteryzuje się wyżynno-pagórkowatym ukształtowaniem terenu.

## Demografia
- Piramida wieku mieszkańców gminy Gdów w 2014 roku[2].

### Sołectwa
Bilczyce, Cichawa, Czyżów, Fałkowice, Gdów, Hucisko, Jaroszówka, Klęczana, Krakuszowice, Książnice, Kunice, Liplas, Marszowice, Niegowić, Niewiarów, Nieznanowice, Niżowa, Pierzchów, Podolany, Stryszowa, Szczytniki, Świątniki Dolne, Wiatowice, Wieniec, Winiary, Zagórzany, Zalesiany, Zborczyce, Zręczyce

## Turystyka
W samym sercu Gdowa znajduje się Sanktuarium NMP, w którym można zobaczyć słynący łaskami obraz z wizerunkiem Maryi, koronowany w 1999 r. Jak mówi legenda, kościół został ufundowany przez króla Władysława Warneńczyka w podzięce za uratowanie życia. Najstarsze zachowane fragmenty budowli pochodzą z pocz. XV wieku (zakrystia, część murów kościelnych, spiżowy dzwon procesyjny odlany w 1462 roku). Wnętrze kościoła utrzymane jest w stylu barokowym i rokoko. W głównym ołtarzu znajduje się kopia cudownego obrazu Matki Boskiej Gdowskiej z pierwszej połowy XVIII wieku.
Na gdowskim cmentarzu znajduje się Kopiec powstańców krakowskich z 1846 r., którzy stoczyli w okolicach Gdowa bitwę z wojskami austriackimi. Kopiec jest także ich Mogiłą – pochowanych jest tu 154 uczestników bitwy. W obrębie Gminy Gdów można odwiedzić trzy cmentarze wojenne – o numerach 333, 335 oraz 375.
Parafia w Niegowici jest miejscem pierwszej posługi duszpasterskiej ks. Karola Wojtyły, późniejszego papieża Jana Pawła II. Obowiązki wikarego pełnił w tutejszej parafii na początku swojej kapłańskiej drogi ( 1948-1949 ). Niegowicka parafia jest jedną z najstarszych parafii w Małopolsce, na uwagę zasługuje kościół pw. Wniebowzięcia NMP, wybudowany z inicjatywy księdza Karola Wojtyły. W ołtarzu głównym znajduje się XVII-wieczny obraz Matki Boskiej Wniebowziętej. Można także obejrzeć m.in. konfesjonał, w którym spowiadał przyszły Papież oraz wierną replikę Jego grobu w Watykanie. Przed niegowickim kościołem stoi pomnik Karola Wojtyły, wyjątkowy – bo ukazujący go jako młodego wikarego u progu swojej drogi do świętości.
W Niegowici można zwiedzić  Izbę Regionalną - zbiory zgromadzone są w trzech salach. Pierwsza jest repliką pokoju wikarego Wojtyły. Drugą salę wypełniają eksponaty związane z organizacjami wiejskimi, a w ostatnim pomieszczeniu znajdują się sprzęty codziennego użytku naszych pradziadków.
Pierzchów – miejscowość, w której na świat przyszedł gen.Jan Henryk Dabrowski, twórca Legionów Polskich we Włoszech, bohater Hymnu Polski. Dla upamiętnienia niezwykłego Krajana mieszkańcy usypali Kopiec, obok którego można podziwiać pamiątkowy Pomnik.
- 20     lipca 1872 r.  w 75. rocznicę powstania Legionów Polskich oraz 54. rocznicę śmierci ich twórcy, odsłonięto w miejscu urodzenia Generała     Pomnik. Obelisk z piaskowca wykonał krakowski rzeźbiarz Edward Stehlik.Frontową ścianę obelisku zdobi herb Dąbrowskich (herb szlachecki), a na     wschodniej ścianie wyryto fragment "Mazurka Dąbrowskiego". Pomnik zdobi czako ułańskie, szabla, rulon map i wieniec laurowy.
- Dzięki     inicjatywie Profesora Kazimierza Bielenina, Małopolskiego Oddziału  Stowarzyszenia Miłośników Tradycji Mazurka Dąbrowskiego, Wojska Polskiego     oraz gminy Gdów udało się odbudować pierwotny Kopiec, który został  zniszczony podczas II wojny. Bryłę Kopca usypali żołnierze Krakowskiego  Okręgu Wojskowego 3. Pułku Saperów z Dębicy. W kopcu złożono ziemię z     miejsc pobytu Generała oraz miejsc Pamięci Narodowej. Kopiec liczy 7  metrów wysokości ( ze zwieńczającym go obeliskiem 8,5 m), średnica podstawy     Kopca to 18 metrów, a obwód wynosi 66 metrów, a zwieńczony jest półtorametrowym obeliskiem z wyrytymi wersami Mazurka Dąbrowskiego: "Jeszcze Polska nie umarła kiedy my żyjemy." Uroczystego poświęcenia kopca dokonał 7 września 1997r. ks. biskup Albin Małysiak w  200. rocznicę powstania Mazurka Dąbrowskiego.
- Będąc w Pierzchowie warto również zajrzeć do drewnianego młyna wodnego z połowy XIX-go wieku.

W Hucisku swój Dom Twórczości wybudowali krakowski malarz i reżyser Tadeusz Kantor oraz jego żona, malarka Maria Stangret Kantor. Budynek pozostaje jedynym zrealizowanym projektem architektonicznym Artysty. Obok Domu stoi 14-metrowa rzeźba projektu T. Kantora – tzw. Krzesło Kantora, odsłonięta w 1995 roku, w piątą rocznicę śmierci Artysty. Betonowa konstrukcja będąca najbardziej charakterystycznym elementem miejscowego krajobrazu.Obecnie Domem w Hucisku opiekuje się Fundacja im.Tadeusza Kantora
Na trenie Gminy można podziwiać dwory szlacheckie.Znajdują się one na terenie m.in. Bilczyc, Gdowa czy Niegowici. Jednym z pięknych przykładów drewnianej zabudowy dworskiej jest zręczycki, modrzewiowy dwór Feillów, usytuowany w okalającym go Lesie Wólczańskim.
Dolina Raby
Raba jest jednym z najbardziej rozpoznawalnych walorów przyrodniczych Gminy Gdów. Rzeka będąca prawobrzeżnym dopływem Wisły od wielu lat stanowi główne miejsce odpoczynku dla wszystkich, którzy korzystając z letnich promieni słońca licznie zjeżdżają się nad gdowskie Zarabie. Aby urozmaicić czas spędzony przez mieszkańców i turystów nad gdowską Rabą powstała Promenada – miejsce idealnie pasujące do spacerów oraz spotkań towarzyskich.
Przez Gminę Gdów, przepływa kilka rzek. Najdłuższą z nich jest Raba. Płynie ona, wschodnimi granicami gminy. W Pierzchowie, do Raby, dochodzi jej najdłuższy dopływ Stradomka, która po kilkuset metrach przekracza Powiat bocheński. Podobną historię ma Krzyworzeka, która wpływa do Raby w Winiarach i po kilkuset metrach wpływa w obszar Powiatu myślenickiego. Na północy gminy, przez m.in. Cichawę i Książnice, przepływa Potok Gnojny a w Podolanach Potok Kudzielski. W okolicach Liplasu i Gdowa, płyną małe rzeczki: Ruda, Lipnica i Kolawa. Natomiast w Marszowicach i Nieznanowicach jest dużo stawów.

## Sąsiednie gminy
Gmina Wieliczka, Gmina Biskupice, Gmina Niepołomice, Gmina Kłaj, Gmina Bochnia, Gmina Łapanów, Gmina Raciechowice i Gmina Dobczyce.

### Ludzie związani z Gdowem
- Ludwik Solski (1855–1954) – polski aktor, reżyser
- Jan Henryk Dąbrowski (1755–1818) – polski generał, twórca Legionów Polskich we Włoszech
- Andrzej Zieliński (ur. 1944) – polski piosenkarz
- Wincenty Witos (1874–1945) – premier międzywojennej Polski
- Alina W. Chechelska (ur. 1963) – aktorka
- Michał Grażyński (1890–1965) – wojewoda śląski, przewodniczący Związku Harcerstwa Polskiego